# Mededelingen van de Nederlandse Mycologische Vereeniging
Mededelingen van de Nederlandse Mycologische Vereeniging (w publikacjach cytowane jako Medded. Nedl. Mycol. Ver.) – wydawane w Holandii czasopismo naukowe, w którym publikowane były artykuły z zakresu mykologii.
Prawa autorskie do starszych artykułów w tym czasopiśmie wygasły. Artykuły te zostały zdigitalizowane i są dostępne w internecie formie plików pdf, ocr, jp2 i all. Opracowano 5 istniejących w internecie skorowidzów umożliwiających odszukanie artykułu:
- Title – na podstawie tytułu
- Author – na podstawie nazwiska autora
- Date – według daty
- Collection – według grupy zagadnień
- Contributor – według instytucji współpracujących

Istnieje też skorowidz alfabetyczny obejmujący wszystkie te grupy zagadnień.
OCLC: 18525141